# Telescopul FAST
Five hundred meter Aperture Spherical Telescope, prescurtat: Telescopul FAST, (în chineză: 五百米口径球面射电望远镜, iar în română Telescop sferic cu apertură de cinci sute de metri), este un radiotelescop aflat într-o depresiune din districtul Pingtang, provincia Guizhou, China, fiind considerat cel mai mare radiotelescop din lume.
Construcția telescopului a început în 2011 și a fost terminat în iulie 2016. Este operațional din septembrie 2016. FAST este al doilea cel mai mare radiotelescop din lume (după RATAN-600), cu o sensibilitate de trei ori mai mare decât a Observatorului Arecibo. Iniția s-a crezut că va costa 700 milioane de yuani (în jur de 110 milioane de dolari americani), în total au fost cheltuiți 1,2 miliarde yuani (180 milioane dolari americani).

## Istorie
Construirea telescopului a fost propusă pentru prima dată în 1994. Proiectul a fost aprobat de Comisia pentru Dezvoltare Națională și Reformă din China (NDRC) în iulie 2007.
Pe 26 decembrie 2008, o celebrare a punerii fundației a avut loc la locul de construcție. Construirea a început în martie 2011 și s-a programat să fie terminată în 2016.

## Structura
Radiotelescopul este constituit din 4.600 de panouri triunghiulare dispuse într-un carst care permite suportarea structurii, având configurația asemănătoare celei a Radiotelescopului Arecibo. Cum indică numele, diametrul cupolei este de 500 de metri.

Comparație între profilul radiotelescoapelor Arecibo și FAST

Spre deosebire de Radiotelescopul Arecibo, care are o curbură sferică fixă, FAST folosește o optică activă, care se reglează pentru a crea parabole în direcții diferite, cu un diametru efectiv de 300 metri. Antena va putea observa până la o distanță unghiulară de 40° de zenit. Aceasta poate observa în frecvențe situate între 0,3 și 3,0 GHertz cu o precizie de 4 secunde de arc.
Directorul științific al proiectului este Nan Rendong, cercetător la Observatorul Astronomic Național Chinez al Academiei de Științe a Chinei.

## Scop
Este creat pentru a detecta viața extraterestră.  Radiotelescopul are antene speciale, metalice folosite la recepționarea undelor radio emise de corpuri cerești aflate la milioane de ani lumină depărtare. În plus, radiotelescopul va detecta semnale din alte galaxii, exoplanete și stele neutronice.